# (8815) Deanregas
(8815) Deanregas est un astéroïde de la ceinture principale.

## Description
(8815) Deanregas est un astéroïde de la ceinture principale. Il fut découvert le 23 février 1984 à La Silla par Henri Debehogne. Il présente une orbite caractérisée par un demi-grand axe de 2,25 UA, une excentricité de 0,14 et une inclinaison de 5,8° par rapport à l'écliptique.

## Compléments